# Liste der Bodendenkmäler in Unterleinleiter
Auf dieser Seite sind die Bodendenkmäler in der oberfränkischen Gemeinde Unterleinleiter zusammengestellt. Diese Tabelle ist eine Teilliste der Liste der Bodendenkmäler in Bayern. Grundlage ist die Bayerische Denkmalliste, die auf Basis des Bayerischen Denkmalschutzgesetzes vom 1. Oktober 1973 erstmals erstellt wurde und seither durch das Bayerische Landesamt für Denkmalpflege geführt wird. Die folgenden Angaben ersetzen nicht die rechtsverbindliche Auskunft der Denkmalschutzbehörde.

## Bodendenkmäler in Unterleinleiter
| Lage       | Objekt | Akten-Nr.     | Bild |
| ---------- | --- | ------------- | ---- |
| (Standort) | Siedlung des Jung- bis Endneolithikums sowie der Späthallstatt- und Frühlatènezeit                                                                                                | D-4-6132-0278 |      |
| (Standort) | Siedlung der Urnenfelderzeit, der frühen Latènezeit und der jüngeren Latènezeit                                                                                                   | D-4-6133-0174 |      |
| (Standort) | Siedlung vorgeschichtlicher Zeitstellung | D-4-6133-0240 |      |
| (Standort) | Siedlung der jüngeren Latènezeit | D-4-6133-0241 |      |
| (Standort) | Siedlung der Hallstattzeit und der jüngeren Latènezeit | D-4-6133-0242 |      |
| (Standort) | Siedlung der Urnenfelderzeit und der frühen Latènezeit | D-4-6133-0243 |      |
| (Standort) | Archäologische Befunde des Mittelalters und der frühen Neuzeit, darunter solche von Vorgängeranlagen, im Bereich des frühneuzeitlichen Seckendorff-Schlosses von Unterleinleiter  | D-4-6133-0244 |      |
| (Standort) | Archäologische Befunde des Mittelalters und der frühen Neuzeit im Bereich der im Kern frühneuzeitlichen evangelisch-lutherischen Pfarrkirche St. Bartholomäus von Unterleinleiter | D-4-6133-0245 |      |
| (Standort) | Siedlung vorgeschichtlicher Zeitstellung | D-4-6133-0271 |      |